# دهستان مشایخ (کیار)
دهستان مشایخ، از توابع بخش ناغان شهرستان کیار در استان چهارمحال و بختیاری است. دهستان مشایخ به دلیل قرار ‌شده هلن منطقه حفاظت شده هلن و منطقه حفاظت شده سبزکوه جایگاه ویژه ای از نظر گردشگری و توریستی دارد.مردم این منطقه از قوم لر و ایل بختیاری هستند. آبشار دره عشق، آبشار تنگ زندان سبزکوه، روستای دورک شاپوری، روستای دوپلان، روستای جوزستان، روستای باجگیران و روستای برنجگان و روستای پوراز از مناطق گردشگری این منطقه هستند. شغل مردم این منطقه کشاورزی و دامپروری است، رودخانه کارون از این منطقه عبور می کند.

## روستاهای منطقه مشایخ

### آ
آب‌سفید (کیار)
- آبشاران سفلی

- آبشاران علیا

### ا
- ابگلور

- اسلام‌آباد (کیار)

### ب
- باجگیران (کیار)

- برنجگان (کیار)

### پ
- پوراز (کیار)

### ج
- جوزستان (کیار)

### چ
- چهارطاق (کیار)

- چهراز

### د
- دره بید (کیار)

- دره عشق

- دره یاس

- دوپلان

دورک شاپوری
• دهنو

### ر
- رحیم‌آباد (کیار)

### س
- سرتنگ محمود

- سررک

### ش
- شهرک بره مرده

- شهرک گل سفید

### ف
- فیروزآباد (کیار)

### ک
- کاونددرویشان

- کل کله

### گ
- گاوتوت

- گوشه (کیار)

م
معدن(کیار)

## جمعیت
براساس سرشماری سال ۱۳۸۵جمعیت این دهستان ۷٬۱۵۸نفر (۱٬۵۸۵خانوار) بوده‌است.